# Jeanne Chauvin
Jeanne Chauvin (ur. 22 kwietnia 1862 – zm. 7 września 1926) – francuska prawniczka, która w 1890 r. jako druga kobieta uzyskała dyplom prawniczy we Francji.

## Życiorys
Urodzona w Jargeau jako Jeanne Marie Marguerite Chauvin, córka Marie Emilie Leseur i notariusza Jeana Cezarego Chauvina, po wczesnej śmierci ojca przeprowadziła się z rodziną do Paryża. Tam na Uniwersytecie Paryskim uzyskała wpierw dyplom magisterski w lipcu 1890 r., a dwa lata później obroniła pracę doktorską. Niestety obrona musiała zostać odłożona ze względu na zachowanie męskich rówieśników, którym nie podobała się obecność kobiet w ich kręgu, a na samą Chauvin padła krytyka ze strony profesorów za obronę praw kobiet.
Po ukończeniu studiów podjęła pracę jako nauczycielka dziewczyn. Zaczęła działać w Avant-Courrière, organizacji założonej w 1893 r. przez Jeanne Schmahl zajmującej się równouprawnieniem kobiet, ze szczególnym naciskiem na prawa majątkowe kobiet zamężnych. W 1897 r. Chauvin złożyła wniosek o przyjęcie do paryskiej palestry adwokackiej. 30 listopada 1897 r. spotkała się z odmową, gdyż sąd uznał, że na podstawie regulaminu adwokackiego z 1810 r. zawód adwokata był un office viril, zawodem męskim, i odmówił Chauvin możliwości złożenia przysięgi. Nie poddała się. Wraz z bratem Emilem i z poparciem polityków René Viviani i Raymonda Poincaré podjęła walkę w prasie. Zwyciężyła. 1 grudnia 1900 r. kobiety po studiach prawniczych uzyskały pozwolenie na podjęcia zawodu adwokata. 19 grudnia, wyprzedzona przez Olgę Petit, Chauvin złożyła przysięgę i została drugą panią adwokat we Francji.
Chauvin interesowała się pozycją społeczną kobiet. Po wejściu w życie ustawy z 1912 r. na mocy której nieślubne matki uzyskały prawo do alimentów na utrzymanie dzieci, zajmowała się w większości takimi sprawami,  chociaż więcej czasu poświęcała wykładaniem prawa w liceum im. Molière'a.
19 stycznia 1926 r. została odznaczona orderem Legii Honorowej.